# Amphiura perplexus
Amphiura perplexus is een slangster uit de familie Amphiuridae.
De wetenschappelijke naam van de soort werd in 1855 gepubliceerd door William Stimpson.